# Gesamtanlage Bartenstein

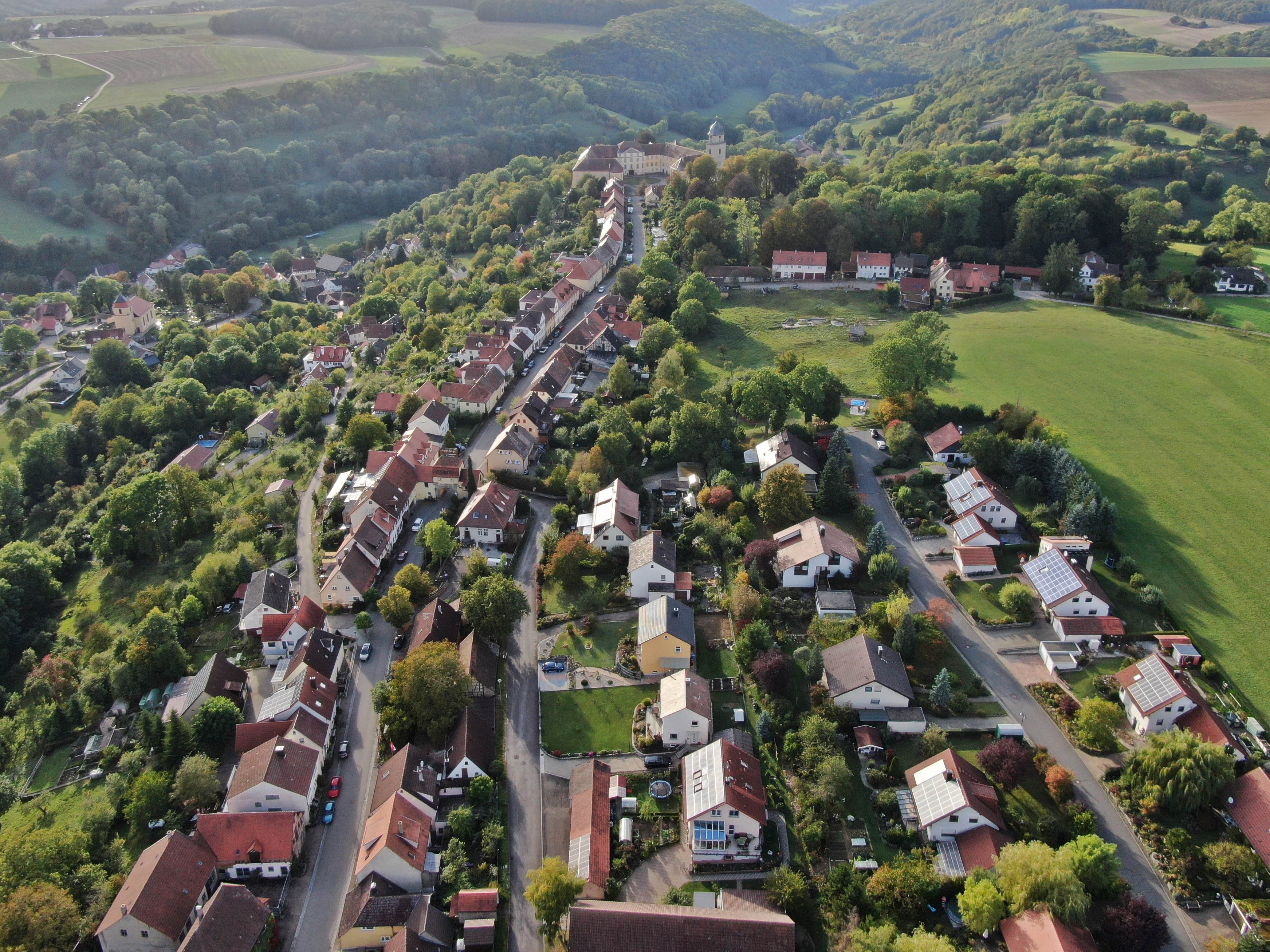
Luftaufnahme von Bartenstein

Die Gesamtanlage Bartenstein ist ein denkmalgeschütztes Ensemble in Bartenstein, einem Ortsteil der Stadt Schrozberg im Landkreis Schwäbisch Hall in Baden-Württemberg. Geschützt ist seit 2005 das geschlossene historische Ortsbild einer im 18. Jahrhundert planmäßig ausgebauten Kleinresidenz.

## Allgemeines
Gesamtanlagen schützen gemäß § 19 Denkmalschutzgesetz Baden-Württemberg Straßen-, Platz- und Ortsbilder, an deren Erhaltung aus wissenschaftlichen, künstlerischen oder heimatgeschichtlichen Gründen ein besonderes öffentliches Interesse besteht. Geschützt ist das überlieferte Erscheinungsbild der Gesamtanlage mit seinen Bestandteilen und Merkmalen. Neben Bauwerken zählen dazu auch Straßen- und Platzräume oder Grün- und Freiflächen. Schützenswert können außerdem die topographische Lage, der Ortsgrundriss oder eine Stadtsilhouette sein. Der Gesamtanlagenschutz umfasst bei Gebäuden nur die von außen sichtbaren Teile; bei Kulturdenkmalen innerhalb der Gesamtanlage, die zusätzlich nach anderen Bestimmungen des Gesetzes geschützt sind, ist darüber hinaus auch das Innere Gegenstand des Denkmalschutzes.

## Beschreibung
Der Ort verfügt über eine bis heute weitgehend unveränderte Grundriss- und Parzellenstruktur und über einen relativ großen Anteil an historischer Bausubstanz. Das barock geprägte, die historischen Gestaltungs- und Funktionszusammenhänge sowie die soziale Hierarchien des Hofes anschaulich widerspiegelnde Ortsbild kann auch als gebautes Hofzeremoniell verstanden werden. An der Erhaltung der barocken Landresidenz besteht daher Interesse.
Die historische Ortsgestalt ist durch zwei wesentliche Teilelemente entscheidend bestimmt: Das fürstliche Schloss am westlichen, topographisch durch die unverbaute Spornlage besonders hervorgehobenen Ortsrand mit vorgelagertem Platz und anschließendem Schlossgarten. Der östlich und nördlich anschließende Ort hat eine an planmäßigen, linearen Achsen orientierte Wohnbebauung als Kennzeichen barocker Stadtgestaltung.